# David Dishypatos
David Dishypatos o Disypatos (Tessalonica, XV secolo – XV secolo) è stato un teologo e monaco cristiano bizantino, sostenitore della teoria dell'esicasmo.
Tra gli scritti di Disypatos si trovano spiegazioni dei concetti filosofici di Barlaam Calabro e di Acindino, storicamente avversi alla dottrina esicastica.